# 山田長兵衛
山田 長兵衛（やまだ ちょうべえ、生没年不詳）は、江戸時代中期の殖産家、篤農家、植林功労者。

## 経歴・人物
越中国礪波郡湯山村の代々肝煎役を務めた家に生まれる。天明年間に紀伊熊野新宮から杉苗をとりよせ植林した。鍬崎山の麓の同村小字小原などでは特によく育って普及し、良質の小原杉の名を生んだ。約200年後の明治16年（1883年）この山林を農商務卿の西郷従道が賞し、故長兵衛に褒詞と銀盃を贈った。